# ボルネオカワガメ
ボルネオカワガメ (Orlitia borneensis) は、爬虫綱カメ目イシガメ科ボルネオカワガメ属に分類されるカメ。本種のみでボルネオカワガメ属を構成する。

## 分布
インドネシア（スマトラ島、ボルネオ島）、マレーシア。ブルネイに分布する可能性もある。シンガポールでは絶滅。
模式標本の産地（模式産地）はボルネオ島。種小名borneensisは「ボルネオ産の」の意。

## 形態
最大甲長80センチメートル以上と、イシガメ科最大種。オスよりもメスの方が大型になる。背甲はやや扁平で、上から見ると細長い楕円型。成長輪は明瞭。背甲の色彩は暗灰色や黒褐色・黒だが、まれに孵化直後からある甲板（初生甲板）の周辺が赤みがかる個体もいる。
背甲と腹甲の継ぎ目（橋）は発達し、腋下甲板と鼠蹊甲板が1つずつある。
腹甲は大型で、やや細長い。腹甲の前端はやや突出し、左右の肛甲板の間には深い切れこみが入る。腹甲の色彩は淡黄色や淡黄褐色・灰白色。
頭部は大型で、幅広く分厚い。吻端はやや突出し、上顎の先端は鉤状に弱く尖る。咬合面は幅広く、顎関節寄りで顕著。咬合面の中央部には、1本の明瞭な稜がある。眼と鼓膜の間には顆粒状の鱗が帯状に並び、後頭部は細かく不規則な鱗で覆われる。四肢は頑丈で、指趾には水掻きが発達する。頭部や四肢・尾の色彩は黒や濃褐色で、側頭部や腹面・四肢の基部は灰白色や灰褐色。
卵は長径8センチメートル、短径4センチメートル。孵化直後の幼体は甲長6センチメートル。幼体の背甲はドーム状に盛り上がり、第2・第3椎甲板が最も高い。背甲は上から見ると円形に近い楕円型。椎甲板にはあまり発達しない筋状の盛り上がり（キール）が入り、後部縁甲板の外縁が尖る。成長に伴い、キールや縁甲板の突起は消失する。幼体は、腹甲が橙色の個体もいる。幼体の頭部の色彩は褐色や灰褐色で、黒や暗褐色の細かい斑紋が入ったり、口角から後方へ明色の筋模様が入る個体もいる。

## 分類
属名Orlitiaは、記載者による特に意味のない造語とされる。
以前は形態からホオジロクロガメ属Siebenrockiellaに最も近縁とされ、旧バダグールガメ亜科内では原始的な種と考えられていた。2004年に発表された核DNAやミトコンドリアDNAの分子系統解析では、イシガメ科内ではニシクイガメ属に最も近縁という解析結果が得られている。

## 生態
河川や湖沼などに生息し、河口部周辺の三角州にも生息する。汽水域でみられることもある。
食性は形態や飼育下での観察例から、雑食だと考えられている。野生下ではヒロクチミズヘビHomalopsis buccataを捕食した例がある。
繁殖形態は卵生。土手や中州などに、1回に12 - 15個の卵を産む。

## 人間との関係
生息地や中華人民共和国では食用とされることもある。
農地開発や河川改修・土砂採取・貯水池建設による生息地や産卵場所の破壊、水質汚染、食用の乱獲などにより生息数は減少している。インドネシア・マレーシアでも州によっては保護の対象とされているが、有効的な保護対策は行われていない。1999年の1 - 10月には、マレーシアから約22,000頭が正規輸出された。2003年に、ワシントン条約附属書IIに掲載され、2013年には野生個体の輸出割当が0とされた。
ペットとして飼育されることもあり、日本にも輸入されている。元々流通量は多くなかったが、ワシントン条約に掲載されたことにより流通量が激減した。成長がやや早く飼育下でも甲長50センチメートル以上に達する種であるため、大型のケージが用意できない限り一般家庭での飼育には向かない。大型で顎の力が強いうえに、協調性が悪く他の個体に噛みついて甲羅や四肢・尾に重篤な怪我を負わせたり小型のカメを捕食するため、基本的に単独で飼育する。飼育下では甲殻類や貝類・肉・野菜を食べた例があり、配合飼料や冷凍飼料・乾燥飼料にも餌付く。